# Forame da mandíbula
O forame da mandíbula é uma abertura do canal da mandíbula. O forame é a entrada do canal, é por ele que passam os vasos e o nervo alveolar inferior, antes de entrarem no canal da mandíbula.
O canal se estende desde o forame da mandíbula até o forame mentual. Daí o nervo alveolar inferior se divide em dois, um ramo mentual, que emerge pelo forame mentual e outro que continua pelo interior da mandíbula, com o nome de nervo incisivo.
É importante saber a localização deste forame pois ele é essencial na técnica de bloqueio do nervo alveolar inferior, uma anestesia comumente usada pelo cirurgião-dentista. Essa anestesia era chamada no passado de pterigo-mandibular, nome desatualizado.

## Sinônimos
- Forame mandibular
- Forame alveolar inferior